# Anton Bergmann
Pour les articles homonymes, voir Bergmann.
Anton Bergmann (1835-1874) est un écrivain belge de langue néerlandaise. Avocat libéral, il a milité pour la reconnaissance du néerlandais en Belgique. Le roman à caractère autobiographique Ernest Staes, avocat est son œuvre la plus connue.

## Biographie
Anton Bergmann est né à Lierre le 29 juin 1835 dans une famille d'origine allemande. Son père, George Bergmann (nl), était un homme politique libéral qui a occupé le poste de bourgmestre de Lierre de 1853 à 1872.
Après avoir effectué ses études primaires et secondaires inférieures dans sa ville natale, Anton Bergmann est entré en 1849 à l'athénée de Gand. Influencé par les idées libérales et flamingantes du professeur Jacob Heremans (nl), il y a cofondé en 1852 l'association — toujours existante — 't Zal Wel Gaan.
Il a entamé ses études de droit en 1853 à l'université de Gand. Il s'est engagé en 1856 dans le comité de défense du professeur Hubert Brasseur : celui-ci avait été accusé par des étudiants catholiques d'avoir nié la divinité du Christ. Il est passé ensuite à l'université libre de Bruxelles où il a obtenu son doctorat en 1858.
À Lierre, où il s'est établi comme avocat, il a fondé la section locale du Willemsfonds et l'hebdomadaire De Lierenaer (« Le Lierrois ») dans lequel il défendait ses opinions libérales et flamingantes.
Son roman Ernest Staes, advocaat : Schetsen en beelden est paru peu de temps avant sa mort, le 21 janvier 1874 à Lierre. Cette autobiographie romancée — qui lui a valu à titre posthume le prix quinquennal de littérature néerlandaise — a longtemps été comparée à la Camera obscura du néerlandais Hildebrand, bien que, selon José De Ceulaer, le lien social, absent chez Hildebrand, prédomine chez Bergmann. Une traduction française, par Xavier de Reul, est parue en 1886.

## Publications
- Philips Van Marnix van St. Aldegonde : Plundering der hoofdkerk van Lier, 1857 [(nl) lire en ligne (page consultée le 22 juin 2016)]
- Twee Rhijnlandsche Novellen, 1870
- Geschiedenis der Stad Lier, 1873
- Ernest Staes, advocaat : Schetsen en beelden, 1874
- Verspreide Schetsen en Novellen, 1875

## Récompenses et distinctions
- 1875 : Staatsprijs voor Letterkunde pour Ernest Staes